# Cantone di Alençon-3
Il Cantone di Alençon-3 era una divisione amministrativa dell'arrondissement di Alençon.
È stato soppresso a seguito della riforma complessiva dei cantoni del 2014, che è entrata in vigore con le elezioni dipartimentali del 2015.
Comprendeva parte della città di Alençon e i comuni di:
- Cerisé
- Forges
- Larré
- Semallé
- Valframbert
- Vingt-Hanaps
- Radon